# Premio Pulitzer per la miglior fotografia di ultim'ora
Il premio Pulitzer per la miglior fotografia di ultim'ora (Pulitzer Prize for Breaking News Photography) è uno dei quattordici premi Pulitzer per il giornalismo che vengono conferiti ogni anno in America. Presente con questa denominazione a partire dal 2000, dal 1968 fino al 1999 fu assegnato come Pulitzer Prize for Spot News Photography. 
Dal 1942 fino al 1967 veniva assegnato un unico premio per il fotogiornalismo, il premio Pulitzer per la fotografia (Pulitzer Prize for Photography), sdoppiato in quell'anno in "premio Pulitzer per la miglior fotografia di ultim'ora" e in "premio Pulitzer per il miglior servizio fotografico" (Pulitzer Prize for Feature Photography).

## Albo d'oro

### Pulitzer Prize for Spot News Photography (1968-1999)

#### Anni 1960
- 1968: Rocco Morabito, Jacksonville Journal, per la sua fotografia "The Kiss of Life".
- 1969: Eddie Adams, Associated Press, per la sua fotografia sull'"esecuzione di Nguyễn Văn Lém".

#### Anni 1970
- 1970: Steve Starr, Associated Press, per la sua fotografia "Campus Guns" scattata alla Cornell University.
- 1971: John Filo, Pittsburgh Tribune-Review, per il suo servizio sulla Sparatoria della Kent State del 4 maggio 1970.
- 1972: Horst Faas e Michel Laurent, Associated Press, per la loro serie "Death in Dacca".
- 1973: Nick Ut, Associated Press, per la sua foto "The Terror of War" raffigurante bambini vietnamiti - tra cui Kim Phúc - in fuga da un bombardamento al napalm.
- 1974: Anthony K. Roberts, un fotografo indipendente di Beverly Hills, per la sua serie "Fatal Hollywood Drama".
- 1975: Gerald H. Gay, Seattle Times, per la sua foto di quattro pompieri esausti "Lull in the Battle".
- 1976: Stanley Forman, Boston Herald American, per la serie "Fire Escape Collapse" su un incendio avvenuto a Boston il 22 luglio 1975.
- 1977: Stanley Forman, Boston Herald American, per la foto The Soiling of Old Glory che ritrae Joseph Rakes mentre attacca l'avvocato Theodore Landsmark brandendo l'asta di una bandiera durante una dimostrazione pubblica al municipio di Boston.
- 1977: Neal Ulevich, Associated Press, per una serie di foto su disordini e brutalità nelle vie di Bangkok.
- 1978: John H. Blair, United Press International, per una fotografia di Tony Kiritsis che tiene sotto tiro un mediatore di Indianapolis.
- 1979: Thomas J. Kelly III, Pottstown Mercury - Pennsylvania, per la serie "Tragedy on Sanatoga Road".

#### Anni 1980
- 1980: Anonimo, Ettela'at, United Press International, per "Firing Squad in Iran". Nel 2006 è stato rivelato che l'autore della foto era Jahangir Razmi[2]

- 1981: Larry C. Price, Fort Worth Star-Telegram, per le sue foto sulla Liberia.
- 1982: Ron Edmonds, Associated Press, per il suo servizio sul tentativo di uccisione di Reagan del 30 marzo 1981.
- 1983: Bill Foley, Associated Press, per la sua serie su vittime e sopravvissuti del Massacro di Sabra e Shatila a Beirut.
- 1984: Stan Grossfeld, Boston Globe, per la sua serie sulla Guerra civile in Libano.
- 1985: Staff del The Orange County Register, Santa Ana California, per il loro servizio sulle Olimpiadi del 1984.
- 1986: Carol Guzy e Michel duCille, Miami Herald, per le loro foto sull'Eruzione del Nevado del Ruiz del 1985 in Colombia.
- 1987: Kim Komenich, San Francisco Examiner, per il suo servizio sulla caduta di Ferdinand Marcos, presidente delle Filippine.
- 1988: Scott Shaw, Odessa American, per la sua foto del salvataggio di Jessica McClure dal pozzo in cui era caduta.
- 1989: Ron Olshwanger, fotografo indipendente, per una foto pubblicata sul St. Louis Post-Dispatch di un vigile del fuoco che tenta di rianimare un ragazzino estratto da un edificio in fiamme.

#### Anni 1990
- 1990: Staff dell'Oakland Tribune, California, per il servizio sul Terremoto di Loma Prieta del 1989.
- 1991: Greg Marinovich, Associated Press, per la sua serie di foto ritraenti sostenitori dell'African National Congress del Sudafrica che uccidono un uomo sospetto di essere una spia Zulu.
- 1992: Staff dell'Associated Press, per un servizio sul Tentato colpo di Stato in Unione Sovietica del 1991 e sul successivo crollo del regime comunista.
- 1993: Ken Geiger e William Snyder, Dallas Morning News, per le loro foto delle Olimpiadi del 1992 a Barcellona.
- 1994: Paul Watson, Toronto Star, per la sua foto del corpo di un soldato statunitense trascinato da Somali lungo le strade di Mogadiscio.
- 1995: Carol Guzy, Washington Post, per la sua serie sulla crisi ad Haiti.
- 1996: Charles Porter IV, fotografo indipendente, per le sue foto scattate in seguito all'Attentato di Oklahoma City e distribuite dall'Associated Press.
- 1997: Annie Wells, Press Democrat, Santa Rosa California, per la sua foto di un vigile del fuoco che salva un adolescente durante un allagamento[3]
- 1998: Martha Rial, Pittsburgh Post-Gazette, per i suoi ritratti di alcuni superstiti del Genocidio del Ruanda e della Guerra civile in Burundi.
- 1999: Staff dell'Associated Press, per una serie di immagini sul Attentati alle ambasciate statunitensi del 1998 in Kenya e in Tanzania.

### Pulitzer Prize for Breaking News Photography

#### Anni 2000
- 2000: Staff del Rocky Mountain News di Denver, per il servizio sugli studenti coinvolti nel Massacro della Columbine High School
- 2001: Alan Diaz, Associated Press, per la sua foto che mostra la cattura di Elián González da parte di agenti federali
- 2002: Staff del The New York Times, per il servizio degli Attentati dell'11 settembre 2001 al World Trade Center
- 2003: Staff del Rocky Mountain News, per il servizio degli incendi nelle foreste del Colorado
- 2004: David Leeson e Cheryl Diaz Meyer, The Dallas Morning News, per le loro foto sull'Guerra in Iraq
- 2005: Staff del The Associated Press, per la serie di foto sui combattimenti nelle città irachene
- 2006: Staff del The Dallas Morning News, per le foto su New Orleans dopo il passaggio dell'uragano Katrina
- 2007: Oded Balilty del The Associated Press, per la sua foto di una donna ebrea che da sola sfida le forze di sicurezza Israele mentre evacuano coloni illegali nella West Bank
- 2008: Adrees Latif della Reuters, per la sua foto di Kenji Nagai ferito a morte durante la Rivoluzione zafferano in Birmania
- 2009: Patrick Farrell del The Miami Herald, per le sue immagini di Haiti in seguito al passaggio dell'Uragano Ike

#### Anni 2010
- 2010: Mary Chind-Willie del The Des Moines Register, per la sua foto di un soccorritore che tenta di salvare una donna dalle acque schiumanti di una diga
- 2011: Carol Guzy, Nikki Kahn e Ricky Carioti del The Washington Post, per le loro immagini del Terremoto di Haiti del 2010
- 2012: Massoud Hossaini di Agence France-Presse per la sua foto di una ragazza in lacrime in seguito a un attacco suicida a Kabul
- 2013: Rodrigo Abd, Narciso Contreras, Khalil Hamra, Manu Brabo e Muhammed Muheisen del The Associated Press, per il loro servizio della guerra civile in Siria
- 2014: Tyler Hicks del The New York Times, per aver documentato la Sparatoria al centro commerciale Westgate di Nairobi nel 2013
- 2015: Staff di fotografi di St. Louis Post-Dispatch per le immagini sull'uccisione di Michael Brown a Ferguson (Missouri)[4]
- 2016: Mauricio Lima, Sergey Ponomarev, Tyler Hicks e Daniel Etter del The New York Times per le loro foto dei rifugiati, del loro viaggio e della difficoltà dei paesi di arrivo ad accoglierli
- 2017: Daniel Berehulak del The New York Times per la narrazione dell'assalto del governo delle Filippine a produttori e consumatori di droga
- 2018: Ryan Kelly  del The Daily Progress per aver catturato il momento dell'impatto di un'automobile lanciata sulla folla durante una manifestazione di protesta a Charlottesville
- 2019: Staff di fotografi della Reuters per la vivida rappresentazione fotografica della disperazione e della tristezza dei migranti centroamericani e sudamericani in viaggio verso gli Stati Uniti d'America

#### Anni 2020
- 2020: Staff di fotografi della Reuters per le immagini della protesta dei cittadini di Hong Kong contro la violazione delle libertà civili ed a difesa dell'autonomia della regione dal governo cinese[5]
- 2021: Staff di fotografi del The Associated Press per la raccolta di fotografie che catturano la risposta del paese alla morte di George Floyd[6]
- 2022: 
  - Marcus Yam del Los Angeles Times per le immagini crude della partenza delle truppe statunitensi dall'Afghanistan[7]
  - Win McNamee, Drew Angerer, Spencer Platt, Samuel Corum e Jon Cherry della Getty Images per la documentazione fotografica dell'assalto al Campidoglio degli Stati Uniti d'America[8]
- 2023: Staff di fotografi del The Associated Press per le immagini che hanno documentato il devastante bilancio umano della guerra in Ucraina[9]
- 2024: Staff di fotografi della Reuters per le immagini dell'attacco del 7 ottobre 2023 di Hamas in Israele e delle prime settimane del devastante assalto israeliano in Palestina[10]